# Dejan Milojević
Dejan Milojević, né le 15 avril 1977 à Belgrade (Yougoslavie) et mort  le 17 janvier 2024 à Salt Lake City (Utah, États-Unis), est un joueur puis entraîneur serbe de basket-ball. Pendant sa carrière de joueur, il évolue au poste d'ailier fort. 

## Biographie
Dejan Milojević mesure 2,01 m pour un poids de 115 kg.
À l'été 2021, il rejoint les Warriors du Golden State comme adjoint de Steve Kerr.
Il meurt d'une crise cardiaque à la suite d'un malaise pendant un diner en déplacement à Salt Lake City le 16 janvier 2024. 

## Clubs successifs

### Joueur
- 1997-1998 :  Beovuk 72 (2e division)
- 1998-2000 :  Železnik Belgrade
- 2000-2004 :  Budućnost Podgorica
- 2004-2006 :  Partizan Belgrade
- 2006-2008 :  Valence BC
- 2007-2009 :  Galatasaray SK
- 2009 :  Partizan Belgrade

### Entraîneur
- Octobre 2012-2020 :  Mega Belgrade
- 2021 :  Budućnost Podgorica[3]
- 2021-janv. 2024 :  Warriors du Golden State (adjoint)

## Palmarès

### Joueur
- Champion de Serbie-Monténégro : 2005, 2006
- Champion de Yougoslavie : 2001
- Vainqueur de la coupe de Yougoslavie : 2001
- MVP du championnat de Serbie-Monténégro : 2004, 2006
- MVP des finales du championnat de Serbie-Monténégro : 2005
- Médaille d'or du Championnat d'Europe des moins de 22 ans : 1998
- Médaille d'or du Championnat d'Europe : 2001

### Entraîneur
- Champion du Monténégro 2021
- Vainqueur de la Coupe du Monténégro 2021
- Vainqueur de la Coupe de Serbie : 2016
- Champion NBA avec les Warriors 2022